# Saint-Avit-de-Tardes
Saint-Avit-de-Tardes település Franciaországban, Creuse megyében. Lakosainak száma 163 fő (2022. január 1.). Saint-Avit-de-Tardes Néoux, Saint-Pardoux-d’Arnet, Saint-Silvain-Bellegarde és La Villetelle községekkel határos.

## Népesség
A település népessége az elmúlt években az alábbi módon változott:
| Lakosok száma | 284  | 212  | 206  | 194  | 184  | 177  | 173  | 173  | 169  | 163  |
|               | 1968 | 1982 | 1990 | 2006 | 2013 | 2015 | 2017 | 2019 | 2020 | 2022 |